# Joice Hasselmann
Joice Hasselmann (nacida como Joice Cristina Hasselmann, el 29 de enero de 1978 en Ponta Grossa, Brasil) es una periodista política, escritora y activista política brasileña. 

## Reseña biográfica
Nacida en la ciudad de Ponta Grossa, en el Estado de Paraná, Brasil, el 29 de enero de 1978. A causa de una inusual experiencia como presentadora en la televisión local de su ciudad natal, ingresó en la graduación de periodismo, en la Universidad Estatal de Ponta Grossa (UEPG). Hasselmann tiene una hija  y está casada con el médico neurocirujano Daniel França.
Ella trabajó en la radio CBN y em la radio BandNews FM, en la revista VEJA actuó como presentadora del TVEJA, en la RecordTV por la filial RIC TV y tuvo un breve paso en el SBT TV por la filial Rede Massa. También tuvo una breve actuación en la radio Jovem Pan de São Paulo donde fue ancla del programa líder de audiencia “Os Pingos Nos Is”. La periodista también actúa a través de su canal en Youtube, donde presenta y comenta diariamente el noticiero nacional. También regularmente participa de conferencias y congresos por el Brasil.
En 2017, fue considerada por el instituto brasileño ePoliticScholl (ePS) una de las personalidades más influyentes y notorias de las redes sociales, en el ámbito de la temática política. También ganó el premio "Trofeo Influenciadores Digitales" en 2017 y 2018 por la Revista Negocios de la Comunicación de Brasil, por el voto técnico y voto popular. En abril de 2018, la periodista se afilió oficialmente en el partido PSL y anunció su precandidatura al Senado Federal brasileño representando el Estado de São Paulo. Pero, meses más tarde, optó por postularse para la Cámara de Representantes, ya que fue elegida para el puesto con un voto sustancial, 1 078 666 votos, convirtiéndose en la mujer más votada por este puesto de la historia política de Brasil.

## Posiciones
En agosto de 2016, fue invitada por la abogada Janaína Paschoal (una de las autoras de la petición para el proceso de destitución de Dilma Rousseff) para acompañar el testimonio de la presidenta, durante el proceso de su destitución. Joice participó activamente en el proceso de destitución de Dilma. En el mismo mes participó como signatario de una carta dirigida a la Organización de las Naciones Unidas (ONU) contraponiendo la carta denuncia que el expresidente Lula envió a la organización intergubernamental contra el juez federal Sérgio Moro.

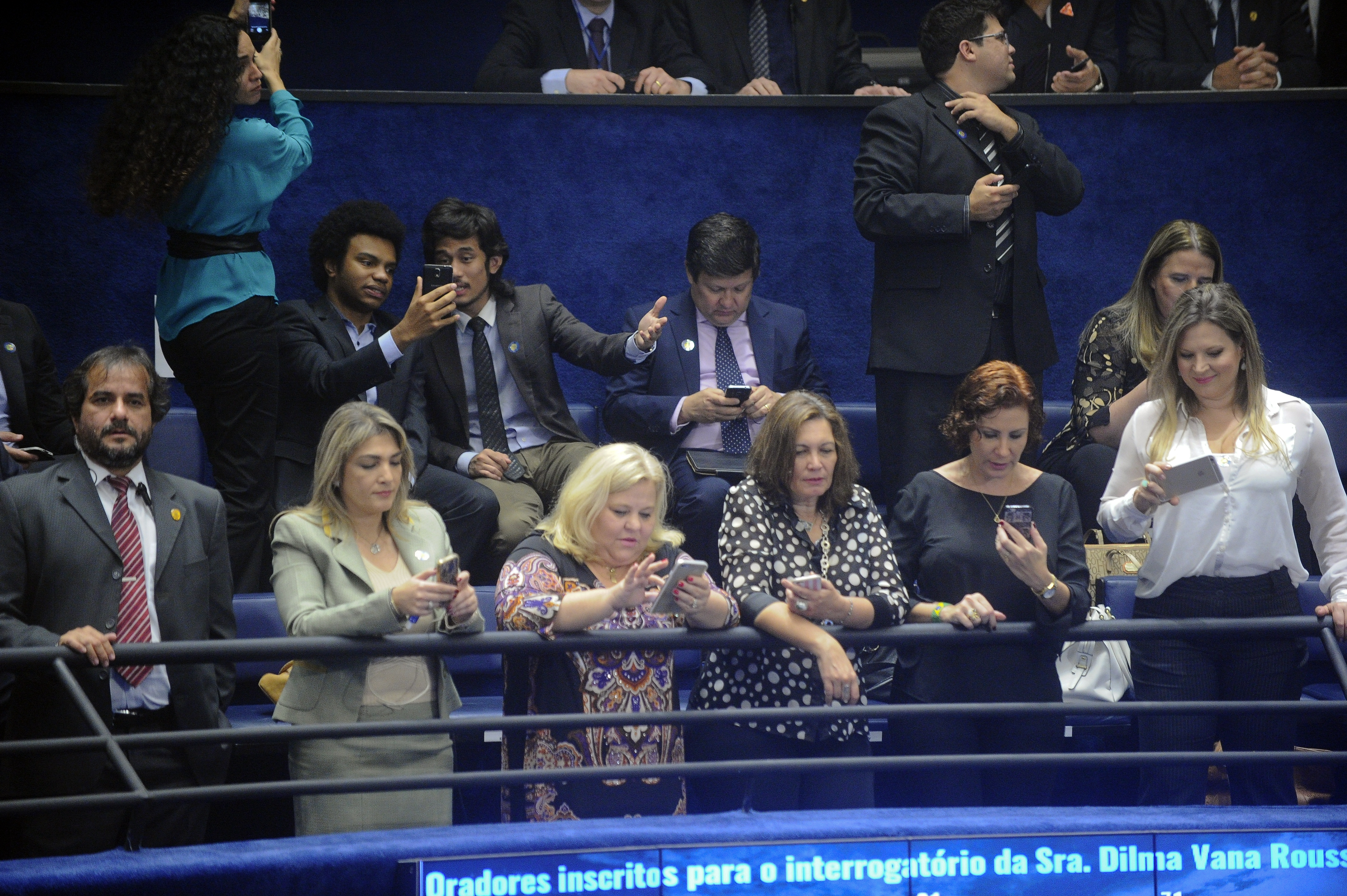
Joice Hasselmann (primera a la derecha) el 29 de agosto de 2016 en el Senado del Brasil durante la votación del Impeachment de Dilma Rousseff.

En octubre de 2016, participó en la comisión especial de la Cámara de Diputados de Brasil que analizó el Proyecto de ley brasileña de las 10 Medidas contra la corrupción. Joice, como invitada, dijo que el país "tiene, sí, una cultura de impunidad, la corrupción mata y tiene que ser tratada como un crimen horrible, tiene que dar cadena", afirmó la periodista. Joice manifestó apoyo integral a las medidas anticorrupción propuestas por el Ministerio Público Federal de Brasil.
En marzo de 2017, participó como una de las líderes de las manifestaciones en Copacabana, en Río de Janeiro, a favor de la Operación Autolavado, de la Policía Federal de Brasil (PF) y del fin del foro privilegiado y fin de la impunidad. En el marco de la operación, Joice grabó diversos videos en defensa de la operación, del juez Sérgio Moro, y de la PF, y en julio de 2016, publicó un libro sobre Sérgio Moro y la Operación Autolavado.
En agosto de 2017, Hasselmann fue invitada por Jane Silva, presidente de la Comunidad Internacional Brasil & Israel, a estar presente en un evento cultural y diplomático en Jerusalén. En el evento, la periodista habló en nombre del pueblo brasileño y pidió perdón a las autoridades de Israel por la agresión que el gobierno brasileño hizo contra Israel en la Unesco. "Brasil es por Israel, nadie puede rasgar la Biblia", afirmó Hasselmann, que entregó una bandera brasileña en un acto simbólico, recibiendo a cambio una bandera de Israel de manos de las autoridades. En la misma ocasión, entregó un documento firmado por la Comunidad Internacional Brasil-Israel, mostrando el apoyo del pueblo brasileño y reconociendo la soberanía de los israelíes sobre su "capital eterna", Jerusalén.

## Obras
- Hasselmann, J. (2017). Delatores: a ascensão e a queda dos investigados na Lava Jato. Universo dos Livros.
- Hasselmann, J. (2016). Sérgio Moro: a história do homem por trás da operação que mudou o Brasil. Universo dos Livros.